# Alfred Mozer Stichting
De Alfred Mozer Stichting (AMS) was een organisatie die in 1990  door de PvdA werd opgericht om steun te geven aan zusterpartijen in Midden- en Oost-Europa. Na de val van de muur bleek bij de voormalige oppositiebewegingen aldaar veel behoefte aan advies over en hulp bij het vormen van democratische partijen en het in goede banen leiden van de democratisering. De Alfred Mozer Stichting heeft zich wereldwijd ingezet voor democratisering en de vorming en ontwikkeling van democratische politieke partijen. In juni 2013 is de AMS met de Evert Vermeer Stichting (EVS) gefuseerd tot de Foundation Max van der Stoel (FMS). 